# Sport Club Fortuna Köln 1985-1986
Questa voce raccoglie le informazioni riguardanti il Sport Club Fortuna Köln nelle competizioni ufficiali della stagione 1985-1986.

## Stagione
Nella stagione 1985-1986 il Fortuna Colonia, allenato da Hannes Linßen, concluse il campionato di 2. Bundesliga al 3º posto. In Coppa di Germania il Fortuna Colonia fu eliminato al primo turno dal Blau-Weiß Berlin.

## Rosa
| N. |                     | Ruolo | Calciatore       |
| -- | ------------------- | ----- | ---------------- |
|    | Germania (bandiera) | P     | Frank Agaciak    |
|    | Germania (bandiera) | P     | Dirk Heinen      |
|    | Polonia (bandiera)  | P     | Jacek Jarecki    |
|    | Germania (bandiera) | D     | Thomas Gaßmann   |
|    | Germania (bandiera) | D     | Günter Hutwelker |
|    | Germania (bandiera) | D     | Karl Richter     |
|    | Germania (bandiera) | D     | Norbert Siegmann |
|    | Germania (bandiera) | C     | Ralf Aussem      |
|    | Germania (bandiera) | C     | Hans-Jürgen Gede |
|    | Germania (bandiera) | C     | Bernd Grabosch   |
|    | Germania (bandiera) | C     | Achim Kropp      |

| N. |                     | Ruolo | Calciatore           |
| -- | ------------------- | ----- | -------------------- |
|    | Germania (bandiera) | C     | Jörg Neun            |
|    | Germania (bandiera) | C     | Jürgen Niggemann     |
|    | Grecia (bandiera)   | C     | Christos Orkas       |
|    | Germania (bandiera) | C     | Bernhard Schröder    |
|    | Germania (bandiera) | C     | Karl-Heinz Wirtz     |
|    | Germania (bandiera) | A     | Uwe Helmes           |
|    | Germania (bandiera) | A     | Dirk Kurtenbach      |
|    | Germania (bandiera) | A     | Leo Lazaro           |
|    | Germania (bandiera) | A     | Dieter Lemke         |
|    | Germania (bandiera) | A     | Ralf Schlösser       |
|    | Germania (bandiera) | A     | Hermann-Josef Werres |

## Organigramma societario
Area tecnica
- Allenatore: Hannes Linßen
- Allenatore in seconda:
- Preparatore dei portieri:
- Preparatori atletici:

## Calciomercato

### Sessione estiva
| Acquisti | Acquisti         | Acquisti     | Acquisti |
| R.       | Nome             | da           | Modalità |
| -------- | ---------------- | ------------ | -------- |
| C        | Jörg Neun        | Norimberga   |          |
| P        | Jacek Jarecki    | Wiener SC    |          |
| C        | Jürgen Niggemann | Bocholt      |          |
| D        | Norbert Siegmann | Werder Brema |          |

| Cessioni | Cessioni          | Cessioni         | Cessioni |
| R.       | Nome              | a                | Modalità |
| -------- | ----------------- | ---------------- | -------- |
| C        | Jürgen Baier      | Hannover 96      |          |
| A        | Rudi Gores        | TeBe Berlino     |          |
| D        | Janus Guðlaugsson | FH Hafnarfjörður |          |
| A        | Eduard Kirschner  | 1. FC Passau     |          |

### Sessione invernale
| Acquisti | Acquisti | Acquisti | Acquisti |
| R.       | Nome     | da       | Modalità |
| -------- | -------- | -------- | -------- |

| Cessioni | Cessioni | Cessioni | Cessioni |
| R.       | Nome     | a        | Modalità |
| -------- | -------- | -------- | -------- |

## Risultati

### 2. Bundesliga

#### Girone di andata
| Arbitro: | Gangkofer |

|                            |           |                                                           |
| Steiner 56’ Tschiskale 80’ | Marcatori | 21’, 23’, 82’ Grabosch 33’ Gede 79’ Kurtenbach 89’ Helmes |

| Arbitro: | Correll |

|  |           |                                        |
|  | Marcatori | 3’ Labbadia 70’ Zimmermann 87’ Posniak |

| Arbitro: | Boos |

|  |           |                     |
|  | Marcatori | 64’, 87’ Kurtenbach |

| Arbitro: | Jupe |

|                        |           |  |
| Kurtenbach 2’ Kropp 9’ | Marcatori |  |

| Arbitro: | Mierswa |

|              |           |                               |
| Tobollik 31’ | Marcatori | 3’ Helmes 34’, 45’ Kurtenbach |

| Arbitro: | Eli |

|                                    |           |                        |
| Grabosch 48’ Aussem 57’ Helmes 87’ | Marcatori | 32’ Stickroth 75’ Sané |

| Arbitro: | Strigel |

|           |           |               |
| Timme 82’ | Marcatori | 88’ Hutwelker |

| Arbitro: | Bauer |

|                |           |            |
| Kurtenbach 59’ | Marcatori | 2’ Pontzen |

| Arbitro: | Probst |

|                               |           |  |
| Elser 37’, 89’ Olaidotter 63’ | Marcatori |  |

| Arbitro: | Kruse |

|                                  |           |  |
| Grabosch 43’ Orkas 61’ Kropp 70’ | Marcatori |  |

| Braunschweig 28 settembre 1985, ore 15:00 CEST 11ª giornata | Eintracht Braunschweig | 0 – 0 referto | Fortuna Colonia | Stadion an der Hamburger Straße (5 494 spett.)\| Arbitro: \| Hellwig \| |
| Arbitro:                                                    | Hellwig                |               |                 |                                                                         |

| Arbitro: | Müller |

|                                    |           |                                           |
| Grabosch 21’ (rig.) Kurtenbach 56’ | Marcatori | 6’ Mörsdorf 10’ Lenz 82’ (rig.) Friedmann |

| Arbitro: | Schäfer |

|  |           |              |
|  | Marcatori | 88’ Grabosch |

| Arbitro: | Puchalski |

|                     |           |             |
| Grabosch 63’ (rig.) | Marcatori | 45’ Frenken |

| Arbitro: | Uhlig |

|                 |           |  |
| Helmes 21’, 85’ | Marcatori |  |

| Arbitro: | Bodmer |

|            |           |                                     |
| Fiedler 6’ | Marcatori | 64’, 86’ Lazaro 79’ (rig.) Grabosch |

| Arbitro: | Amerell |

|  |           |                                      |
|  | Marcatori | 36’ Hellmann 50’ Schweger 89’ Gaedke |

| Arbitro: | Wittke |

|  |           |           |
|  | Marcatori | 42’ Kropp |

| Arbitro: | Merk |

|                                                           |           |                                       |
| Schröder 13’ Lazaro 24’ Aussem 54’ Orkas 68’ Grabosch 90’ | Marcatori | 25’, 72’ (rig.) Pilipović 36’ Schmidt |

#### Girone di ritorno
| Arbitro: | Scheuerer |

|  |           |                     |
|  | Marcatori | 89’, 90’ Tschiskale |

| Arbitro: | Matheis |

|                                                    |           |                                    |
| Lottermann 19’ Kuhl 36’, 70’ Zimmermann 53’ (rig.) | Marcatori | 19’ Kropp 84’ (rig.), 89’ Grabosch |

| Arbitro: | Kriegelstein |

|                                |           |           |
| Grabosch 39’ (rig.) Helmes 52’ | Marcatori | 80’ Lazic |

| Arbitro: | Neuner |

|           |           |                     |
| Marmon 8’ | Marcatori | 51’ (rig.) Grabosch |

| Arbitro: | Broska |

|                     |           |  |
| Kropp 38’ Orkas 79’ | Marcatori |  |

| Arbitro: | Boos |

|                       |           |              |
| Hauck 8’, 69’ Löw 62’ | Marcatori | 50’ Grabosch |

| Arbitro: | Bruch |

|           |           |  |
| Orkas 80’ | Marcatori |  |

| Solingen 30 aprile 1986, ore 15:00 CEST 27ª giornata | Union Solingen | 0 – 0 referto | Fortuna Colonia | Stadion am Hermann-Löns-Weg (4 000 spett.)\| Arbitro: \| Osmers \| |
| Arbitro:                                             | Osmers         |               |                 |                                                                    |

| Arbitro: | Steinborn |

|                     |           |            |
| Aussem 63’ Gede 78’ | Marcatori | 21’ Merkle |

| Arbitro: | Gangkofer |

|           |           |          |
| Gothe 88’ | Marcatori | 60’ Neun |

| Arbitro: | Schmidhuber |

|                       |           |          |
| Richter 43’ Kropp 72’ | Marcatori | 73’ Worm |

| Arbitro: | Amerell |

|  |           |                |
|  | Marcatori | 33’ Kurtenbach |

| Arbitro: | Scheuerer |

|                                        |           |            |
| Kropp 55’ Kurtenbach 69’ Schlösser 78’ | Marcatori | 44’ Helmer |

| Arbitro: | Mierswa |

|                           |           |  |
| Höfer 19’, 75’ Gercke 85’ | Marcatori |  |

| Arbitro: | Ermer |

|                                        |           |  |
| Hecking 66’ Kahlhofen 70’ Bakalorz 86’ | Marcatori |  |

| Arbitro: | Kruse |

|  |           |                                 |
|  | Marcatori | 69’ Wiesner 87’ (rig.) Fraßmann |

| Arbitro: | Bodmer |

|                               |           |              |
| Bunk 5’ Gaedke 20’ Clarke 66’ | Marcatori | 36’ Grabosch |

| Arbitro: | Krug |

|                                                                   |           |  |
| Kropp 4’ Grabosch 28’ (rig.), 66’ Aussem 31’ Helmes 33’ Orkas 72’ | Marcatori |  |

| Arbitro: | Barnick |

|                        |           |                        |
| Günther 22’ Künast 53’ | Marcatori | 75’ Kropp 77’ Grabosch |

### Coppa di Germania
| Arbitro: | Kasper |

|                                  |           |  |
| Bunk 7’, 48’ (rig.) Hellmann 19’ | Marcatori |  |

## Statistiche

### Statistiche di squadra
| Competizione      | Punti | In casa | In casa | In casa | In casa | In casa | In casa | In trasferta | In trasferta | In trasferta | In trasferta | In trasferta | In trasferta | Totale | Totale | Totale | Totale | Totale | Totale | DR  |
| Competizione      | Punti | G       | V       | N       | P       | Gf      | Gs      | G            | V            | N            | P            | Gf           | Gs           | G      | V      | N      | P      | Gf     | Gs     | DR  |
| ----------------- | ----- | ------- | ------- | ------- | ------- | ------- | ------- | ------------ | ------------ | ------------ | ------------ | ------------ | ------------ | ------ | ------ | ------ | ------ | ------ | ------ | --- |
| 2. Bundesliga     | 46    | 19      | 12      | 2       | 5       | 37      | 24      | 19           | 7            | 6            | 6            | 27           | 28           | 38     | 19     | 8      | 11     | 64     | 52     | +12 |
| Coppa di Germania | -     | 0       | 0       | 0       | 0       | 0       | 0       | 1            | 0            | 0            | 1            | 0            | 3            | 1      | 0      | 0      | 1      | 0      | 3      | -3  |
| Totale            | 46    | 19      | 12      | 2       | 5       | 37      | 24      | 20           | 7            | 6            | 7            | 27           | 31           | 39     | 19     | 8      | 12     | 64     | 55     | +9  |

### Andamento in campionato
| Giornata  | 1 | 2 | 3 | 4 | 5 | 6 | 7 | 8 | 9 | 10 | 11 | 12 | 13 | 14 | 15 | 16 | 17 | 18 | 19 | 20 | 21 | 22 | 23 | 24 | 25 | 26 | 27 | 28 | 29 | 30 | 31 | 32 | 33 | 34 | 35 | 36 | 37 | 38 |
| --------- | - | - | - | - | - | - | - | - | - | -- | -- | -- | -- | -- | -- | -- | -- | -- | -- | -- | -- | -- | -- | -- | -- | -- | -- | -- | -- | -- | -- | -- | -- | -- | -- | -- | -- | -- |
| Luogo     | T | C | T | C | T | C | T | C | T | C  | T  | C  | T  | C  | C  | T  | C  | T  | C  | C  | T  | C  | T  | C  | T  | C  | T  | C  | T  | C  | T  | C  | T  | T  | C  | T  | C  | T  |
| Risultato | V | P | V | V | V | V | N | N | P | V  | N  | P  | V  | N  | V  | V  | P  | V  | V  | P  | P  | V  | N  | V  | P  | V  | N  | V  | N  | V  | V  | V  | P  | P  | P  | P  | V  | N  |
| Posizione | 1 | 7 | 4 | 3 | 2 | 1 | 1 | 1 | 2 | 2  | 1  | 5  | 2  | 3  | 2  | 1  | 2  | 2  | 2  | 3  | 4  | 4  | 4  | 3  | 4  | 3  | 3  | 2  | 3  | 3  | 1  | 1  | 2  | 3  | 3  | 4  | 3  | 3  |

Legenda:

Luogo: C = Casa; T = Trasferta. Risultato: V = Vittoria; N = Pareggio; P = Sconfitta.

### Statistiche dei giocatori
| Giocatore     | 2. Bundesliga | 2. Bundesliga | 2. Bundesliga | 2. Bundesliga | Relegation Bundesliga | Relegation Bundesliga | Relegation Bundesliga | Relegation Bundesliga | Coppa di Germania | Coppa di Germania | Coppa di Germania | Coppa di Germania | Totale   | Totale | Totale      | Totale     |
| Giocatore     | Presenze      | Reti          | Ammonizioni   | Espulsioni    | Presenze              | Reti                  | Ammonizioni           | Espulsioni            | Presenze          | Reti              | Ammonizioni       | Espulsioni        | Presenze | Reti   | Ammonizioni | Espulsioni |
| ------------- | ------------- | ------------- | ------------- | ------------- | --------------------- | --------------------- | --------------------- | --------------------- | ----------------- | ----------------- | ----------------- | ----------------- | -------- | ------ | ----------- | ---------- |
| F. Agaciak    | 1             | 0             | 0             | 0             | 0                     | 0                     | 0                     | 0                     | 0                 | 0                 | 0                 | 0                 | 1        | 0      | 0           | 0          |
| R. Aussem     | 36            | 4             | 4             | 0             | 2                     | 0                     | 0                     | 0                     | 1                 | 0                 | 0                 | 0                 | 39       | 4      | 4           | 0          |
| T. Gaßmann    | 14            | 0             | 0             | 0             | 1                     | 0                     | 0                     | 0                     | 0                 | 0                 | 0                 | 0                 | 15       | 0      | 0           | 0          |
| H. Gede       | 35            | 2             | 9             | 0             | 3                     | 0                     | 0                     | 0                     | 1                 | 0                 | 0                 | 0                 | 39       | 2      | 9           | 0          |
| B. Grabosch   | 38            | 19            | 2             | 0             | 3                     | 2                     | 0                     | 0                     | 1                 | 0                 | 0                 | 0                 | 42       | 21     | 2           | 0          |
| D. Heinen     | 1             | 0             | 0             | 0             | 0                     | 0                     | 0                     | 0                     | 0                 | 0                 | 0                 | 0                 | 1        | 0      | 0           | 0          |
| U. Helmes     | 28            | 7             | 3             | 0             | 1                     | 0                     | 0                     | 0                     | 1                 | 0                 | 0                 | 0                 | 30       | 7      | 3           | 0          |
| G. Hutwelker  | 34            | 1             | 9             | 0             | 2                     | 0                     | 1                     | 0                     | 1                 | 0                 | 0                 | 0                 | 37       | 1      | 10          | 0          |
| J. Jarecki    | 37            | 0             | 1             | 1             | 3                     | 0                     | 0                     | 0                     | 1                 | 0                 | 0                 | 0                 | 41       | 0      | 1           | 1          |
| A. Kropp      | 35            | 9             | 4             | 2             | 3                     | 0                     | 1                     | 0                     | 1                 | 0                 | 0                 | 0                 | 39       | 9      | 5           | 2          |
| D. Kurtenbach | 31            | 10            | 3             | 0             | 0                     | 0                     | 0                     | 0                     | 1                 | 0                 | 0                 | 0                 | 32       | 10     | 3           | 0          |
| L. Lazaro     | 10            | 3             | 0             | 0             | 0                     | 0                     | 0                     | 0                     | 0                 | 0                 | 0                 | 0                 | 10       | 3      | 0           | 0          |
| D. Lemke      | 7             | 0             | 1             | 0             | 3                     | 0                     | 1                     | 0                     | 0                 | 0                 | 0                 | 0                 | 10       | 0      | 2           | 0          |
| J. Neun       | 18            | 1             | 5             | 1             | 3                     | 0                     | 0                     | 0                     | 0                 | 0                 | 0                 | 0                 | 21       | 1      | 5           | 1          |
| J. Niggemann  | 37            | 0             | 4             | 0             | 3                     | 0                     | 0                     | 0                     | 1                 | 0                 | 0                 | 0                 | 41       | 0      | 4           | 0          |
| C. Orkas      | 32            | 5             | 7             | 0             | 3                     | 0                     | 1                     | 0                     | 1                 | 0                 | 0                 | 0                 | 36       | 5      | 8           | 0          |
| K. Richter    | 36            | 1             | 7             | 0             | 2                     | 1                     | 1                     | 0                     | 1                 | 0                 | 0                 | 0                 | 39       | 2      | 8           | 0          |
| R. Schlösser  | 13            | 1             | 0             | 0             | 1                     | 0                     | 0                     | 0                     | 0                 | 0                 | 0                 | 0                 | 14       | 1      | 0           | 0          |
| B. Schröder   | 15            | 1             | 4             | 0             | 0                     | 0                     | 0                     | 0                     | 1                 | 0                 | 1                 | 0                 | 16       | 1      | 5           | 0          |
| N. Siegmann   | 2             | 0             | 0             | 0             | 0                     | 0                     | 0                     | 0                     | 0                 | 0                 | 0                 | 0                 | 2        | 0      | 0           | 0          |
| H. Werres     | 16            | 0             | 0             | 0             | 3                     | 0                     | 0                     | 0                     | 0                 | 0                 | 0                 | 0                 | 19       | 0      | 0           | 0          |
| K. Wirtz      | 0             | 0             | 0             | 0             | 2                     | 0                     | 0                     | 0                     | 0                 | 0                 | 0                 | 0                 | 2        | 0      | 0           | 0          |